# Умма
Умма (на арабски: أمة) е арабската дума за „нация“. Отнася се към група хора, свързани от обща религия, местоположение, история или други фактори.
Пример за това е Ал-Умма Ал-Исламия (на арабски: الأمة الإسلامية), което означава „мюсюлманската нация“ и обикновено се използва за обозначаване на мюсюлманския свят. По правило в Корана ummah се отнася към група хора, които споделят общи религиозни вярвания, по-специално онези, които са обект на божествения план за спасение.

## Обща употреба
Думата Умма означава нация на арабски. Например арабският термин за Организацията на обединените нации на арабски е الأمم المتحدة Al-Umam Al-Mutahedah, а терминът الأمة العربية Al-Ummah Al-Arabeyah се използва, за да се обозначи „арабската нация“.

## Ислямска употреба и произход
Фразата Ummah Wāhidah в Корана (أمة واحدة„Един народ“) се отнася до целия ислямския свят по това време. В Корана се казва: "Вие [мюсюлманите] сте най-добрият народ от човечеството, определящ кое е праведно (معروف МА'rūf, букв. "разпознаване [на доброто]") и кое е грешно (منكر Мункар, букв. "разпознаване [на злото]")" [3:110].
Употребата ѝ е допълнително уточнена в Конституцията на Медина – ранен документ, за който се твърди, че е бил договорен през 622 г. между Мохамед и водещите кланове на Медина, и изрично определя еврейските, християнските и езическите жители на Медина като членове на Ummah.